# Língua Kukurá
Kukurá (Cucurá, Kokura) é uma língua espúria, fabricada por Albert Vojtech Fric após suas visitas à terras indígenas do Brasil.

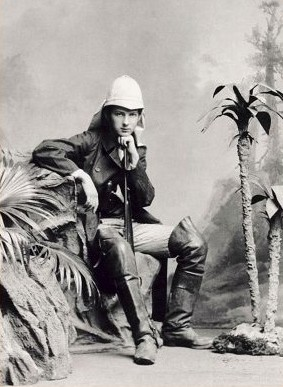
Alberto Vojtěch Frič

## História
Quando Frič visitou Rio Verde no Brasil em 1901, ele levou consigo um índio pãi-taviterã chamado Guzman, que dizia falar a língua do povo xavante local.
Uma lista de palavras foi publicada em um vocabulário para a chamada língua Kukurá, considerada isolada, em 1931.
Em 1932, Curt Nimuendajú, que havia visitado o Rio Verde em 1909 e 1913, mostrou que a lista de palavras de Guzmán consistia metade em palavras falsas e metade em guarani mal pronunciado. Não havia nenhuma semelhança com a língua ofayé realmente falada na região. 